# Ensar Arifović
Ensar Arifović (Sarajevo, 21 luglio 1980) è un ex calciatore bosniaco, di ruolo attaccante.

## Carriera

### Club
Ha giocato nella massima serie dei campionati svizzero e polacco.